# 小鱗毛足鬥魚
小鳞毛足斗鱼（学名：Trichopodus microlepis）也称月光曼龙鱼、银曼龙、银马甲，是丝足鲈科毛足斗鱼属的一种，原产于东南亚中南半岛湄公河下游和昭披耶河流域等水域，作为观赏鱼被引入世界各地。
本种曾被归入毛足鲈属（Trichogaster）故也称小鳞毛足鲈，2009年被归入毛足斗鱼属。